# Монтевеккія
Монтевеккія (італ. Montevecchia) — муніципалітет в Італії, у регіоні Ломбардія, провінція Лекко.
Монтевеккія розташована на відстані близько 500 км на північний захід від Рима, 31 км на північний схід від Мілана, 17 км на південь від Лекко.
Населення — 2605 осіб (2014).
Щорічний фестиваль відбувається 29 серпня. Покровитель — святий Іван Хреститель.

## Демографія
Населення за роками:

Станом на 1 січня 2023 року в муніципалітеті офіційно проживало 119 іноземців з 30 країн, серед них 30 громадян країн Євросоюзу та 5 громадян України.

## Сусідні муніципалітети
- Чернуско-Ломбардоне
- Мерате
- Міссалья
- Ольджате-Мольгора
- Ознаго
- Ла-Валетта-Бріанца